# BH Templo Cafés
El BH Coloma Team (código UCI: BHT) es un equipo español de ciclismo de montaña. Sus objetivos son tener una presencia en la Copa del Mundo y la preparación del equipo español de montaña para los Juegos Olímpicos de Tokio 2020.

## Historia
Fue fundado por el ciclista Carlos Coloma en 2019. Este equipo comenzó a funcionar con tres corredores: Rocío del Alba García, Josep Duran y el propio Coloma. En la siguiente temporada, 2020, Pablo Rodríguez Guede se incorporó al equipo.
En la temporada 2021 el equipo fichó al ciclista élite David Valero, olímpico en Río de Janeiro 2016, y se creó una estructura de corredores sub-23 que va de la mano del equipo principal. Surge así el BH Templo Cafés Co-Factory. Componen por primera vez este equipo Iván Feijoo, Núria Bosch Picó, David Campos y Jaume Bosch.